# 411
411 (CDXI) fue un año común comenzado en domingo del calendario juliano, en vigor en aquella fecha.
En el Imperio romano, el año fue nombrado como el del consulado de Teodosio sin colega, o menos comúnmente, como el 1164 Ab urbe condita, adquiriendo su denominación como 411 a principios de la Edad Media, al establecerse el anno Domini.

## Acontecimientos
- Los burgundios nombran a Jovino emperador.
- Conferencia de Cartago y condena de los donatistas.[1][2]